# نساز
نساز هي قرية في مقاطعة خلخال، إيران. يقدر عدد سكانها بـ 641 نسمة بحسب إحصاء 2016.